# محافظة تشايافوم
محافظة تشايافوم (بالتايلندية: ชัยภูมิ) و (بالإنجليزية: Chaiyaphum)‏ هي واحدة من محافظات تايلاند الخمس والسبعين تجاور محافظة خون كاين ومحافظة ناخون راتشاسيما ومحافظة لوبوري ومحافظة فيتشابون.

## التسمية
اصل التسمية يعود إلى الغة سنسكريتية وهي تعني أرض النصر.

## الجغرافيا
سلسلة جبال فيتشابون تفصل المحافظة إلى نصفين والشرق منها يتواجد فيه هضبة كورات واعلي ارتفاع في سلسلة جبال فيتشابون هو 1222 م تتميز المحافظة بوجود أربع حدائق وطنية وبعض المناظر الطبيعة والشلالات.

## السكان
معظم السكان هم من عرقية لاو.

## الزراعة
المحاصيل الرئيسية في المحافظة هي الأرز وقصب السكر والقلقاس ومكرونة والمحافظة تشتهر بأنها مركز للحرير التايلاندي

## التقسيمات الادارية
تنقسم المحافظة إلى 16 مقاطعة رئيسية التي بدورها تنقسم إلى 124 بلدية و 1393 قرية
| 1. موانج تشايافوم 2. بان خواو 3. خوان صوان 4. كاسيت سومبون 5. نونغ بوا داينج 6. تشاتورات 7. بامنيت نارونج 8. نونغ بوا راوي | 1. تيب ساثيت 2. فو كياو 3. بان تيب 4. كاينغ كرو 5. خون سان 6. فاكدي شومفون 7. نوين سا تجا 8. ساب ياي |